# Gemito
Gemito is een bestuurslaag in het regentschap Probolinggo van de provincie Oost-Java, Indonesië. Gemito telt 2430 inwoners (volkstelling 2010).